# Мальцева, Екатерина Андреевна
Екатерина Андреевна Мальцева (род. 25 апреля 1994, Кировград, Свердловская область) — российская фристайлистка, специализирующаяся в дисциплине ски-кросс. Мастер спорта России международного класса, участница Олимпийских игр 2022.

## Биография
С 1999 года занималась горными лыжами в СШОР по горнолыжному спорту Кировграда, первый тренер Оксана Владимировна Логинова (СШОР по горнолыжному спорту). В 2009 году перешла в ски-кросс и с 2010 года стала членом сборной команды Санкт-Петербурга по фристайлу. С 2011 года является членом сборной России по ски-кроссу
Национальный государственный университет физической культуры, спорта и здоровья имени П. Ф. Лесгафта в Санкт-Петербурге.

## Достижения
- Участница XXIV Зимних Олимпийских игр (2022).
- Серебряный призёр чемпионата мира среди юниоров (2013).
- Победительница XXIX Всемирной зимней Универсиады (2019).
- Победительница общего зачёта Кубка Европы (2019).
- Многократная победительница и призёр чемпионатов России.
- Победительница II Зимней Спартакиады молодёжи России.
- Победительница V Зимней Спартакиады учащихся России.
- Серебряный призер Всероссийской Спартакиады сильнейших России (2024).